# Charles II de Münsterberg-Œls
Charles II de Münsterberg-Oels (également connu comme: Charles II de Poděbrady;  en tchèque Karel II. z Minsterberka; né le 15 avril 1545, à Oleśnica – 28 janvier 1617, à Oleśnica) duc Oels de 1565 à 1617 et duc de  Bernstadt de 1604 à 1617. Il porte également le titre de duc de Münsterberg et de  comte de Glatz . De 1608 à 1617 il est gouverneur de Silésie pour les empereurs Rodolphe II et Matthias.

## Biographie
Charles II est un membre de la lignée de Münsterberg issue de la famille de Poděbrady. Descendant du roi Georges de Bohême, il a pour parents Henri II de Münsterberg et d'Oels († 1548) et Marguerite, fille de Henri V de Mecklembourg-Schwerin.
En 1561, Charles II se rend à Vienne avec ses tuteurs pour y faire ses études où il réside à cour impériale de Ferdinand Ier du Saint-Empire. Après la mort de Ferdinand en 1565, il réside encore six ans à la cour de son successeur Maximilien II du Saint-Empire, qu'il accompagne à toutes les Reichstag du Saint-Empire comme lors de ses déplacements en Hongrie et ailleurs.
À la mort de son oncle Jean de Poděbrady en 1565 Charles hérite du Duché d'Oels. Le 17 septembre 1570 il épouse Catherine Berka z Dubé († 1583) à Moravská Třebová. Par ce mariage il acquiert la seigneurie de Šternberk dans le nord de la Moravie, qui demeure dans sa famille jusqu'en 1647. Après la mort de Catherine en 1583, Charles se remarie avec Elisabeth Magdeleine († 1630), fille du duc Georges II de Brzeg le 30 septembre 1585.
Après la mort de Jiřík Zajímač de Kunštát en 1587, sa sœur Catherine, qui avait épousé Hynek Brtnice de Waldstein (tchèque : Hynek Brtnický z Valdštejna), cède la seigneurie de Jevišovice en Moravie du sud à Charles II, car la lignée de Münsterberg est la dernière représentante de la famille de Kunštát. En 1588 Charles échange avec l'évêque Stanislaus Pavlovský de Pavlovitz d'Olomouc, la seigneurie de Zdar nad Sazavou en Moravie contre quelques domaines à proximité de Šternberk.
Charles est un adhérent de la doctrine évangélique dont il promeut l'enseignement dans ses possessions de Moravie. À Trzebnica il réussit à établir une église évangélique, bien que les abbesses de Sainte-Hedwige de Trzebnica s'y opposent avec force et l'appui du Prince-évêque de Wroclaw comme de l'Empereur. En 1602, il assure la régence de ses neveux Jean-Christian de Brzeg et Georges-Rodolphe de Liegnitz, qui sont élevés à sa cour d'Oels. En 1604 il réussit à recouvrer le duché de Bernstadt, que son frère Henri III de Münsterberg-Œls avait vendu en 1574. Après la mort de l'évêque Jean VI de Sitsch à Breslau en 1608, il est nommé Gouverneur de Silésie par Rodolphe II.
Pour sa résidence ducale d'Oels, Charles complète le palais que son oncle Jean avait commencé d'édifier. En 1594, il fonde l' « Illustre Haute École »  et une bibliothèque destinée à la faculté et aux étudiants mais aussi à la population de la cité d'Oels.

## Union et postérité
De son premier mariage naissent deux enfants:
- Henri Venceslas dit l’Aîné (né le 27 août 1575 † 10 octobre 1591)
- Marguerite Magdeleine (née 13 mai 1578, †  14 mai 1578)

De sa seconde union il a:
- Georges (31 août 1587 † 14 novembre 1587) ;
- Charles (8 janvier 1590 † 20 mai 1590) ;
- Henri Venceslas d'Œls-Bernstadt ;
- Charles Frédéric de Münsterberg-Œls ;
- Barbara Marguerite (10 août 1595 † 21 novembre 1652) ;
- Georges Joachim (18 novembre 1597 † 21 juillet 1598) ;
- Elisabeth Magdeleine (29 mai 1599 † 4 novembre 1631) épouse en 1624 Georges-Rodolphe de Liegnitz ;
- Sophie Catherine (2 septembre 1601 † 15 mars 1659), épouse en 1638 Georges III de Brzeg.

## Source
- (en) Cet article est partiellement ou en totalité issu de l’article de Wikipédia en anglais intitulé « Karl II, Duke of Münsterberg-Oels » (voir la liste des auteurs), édition du 11 juillet 2014.
- Anthony Stokvis, Manuel d'histoire, de généalogie et de chronologie de tous les États du globe, depuis les temps les plus reculés jusqu'à nos jours, préf. H. F. Wijnman, éditions Brill, Leyde 1890-1893, réédition 1966, Volume III, chapitre VIII « Généalogie de la maison de Poděbrad »  tableau généalogique no 17.
- (en) & (de) Peter Truhart, Regents of Nations, K. G Saur Münich, 1984-1988 (ISBN 359810491X), Art. « Münsterberg » p. 2452-2453 & Art. « Oels + Bernstadt, Kosel, Wartenberg », p.  2453.